# Муннар
Муннар — городок в Индии, носящий статус «горная станция». Известен как «Кашмир Южной Индии», популярное место проведения медовых месяцев и место съёмок кинофильмов. Также Муннар знаменит своими огромными по площади чайными плантациями.

## География
Муннар расположен в штате Керала, в округе Идукки, в горах Западные Гаты. Высота центра над уровнем моря — 1532 м, площадь поселения — 187 км². Часовой пояс — UTC+5:30.
Название городка переводится как «три реки», так как он расположен в месте слияния небольших речек Мутхирапужа, Наллатханни и Кундали.
Климат
Высота поселения над уровнем моря варьируется от 1450 до 2695 метров. Температура воздуха составляет 5…25°C зимой и 15…25°C летом. По классификации климатов Кёппена климат Муннара относится к категории Cwb. Иногда зимой температура воздуха в Муннаре опускается ниже нуля, что всегда вызывает тревогу местных жителей, выращивающих чай.

## История
В 1860-х годах колониальный администратор Чарльз Эдвард Тревельян начал работу по «превращению» обычного индийского городка в «горную станцию», то есть в своего рода курорт, санаторий для британских военнослужащих.
С 1870-х годов в Муннаре начали процветать чайные плантации, с конца 1890-х годов — плантации хинных деревьев.
В 1900 году в Муннаре была построена канатная дорога, а чуть позднее — монорельсовая дорога для облегчения транспортировки производимых товаров на равнины. В 1901 году началась масштабная вырубка джунглей под плантации. В 1908 году началось строительство железной дороги, которая открылась в следующем году.
В 1924 году железная дорога была разрушена крупным наводнением, да и сам городок серьёзно пострадал.
По состоянию на 2018 год, большинство трудоспособного населения в Муннаре трудится в сфере выращивания и производства чая. Несмотря на немалую площадь поселения, большинство этих работников не имеют собственной земли, что регулярно вызывает серьёзные недовольства. В частности, эту тему эксплуатировало социальное движение — политическая партия Viduthalai Chiruthaigal Katchi; политик-коммунист V. S. Achuthanandan. В регионе активно действует так называемая «земельная мафия».
В Муннаре имеется общественный транспорт (автобусы и такси), телефон, факс, почта, интернет.

## Демография
Официальный язык — малаялам, но многие жители также говорят на тамильском языке.
Население по переписи 2011 года составляло 32 029 человек, т. е. плотность населения была 171 человек на квадратный километр.
Почтовый индекс — 685612, телефонный код — 04865, автомобильные номера — KL-68 и KL-06. Грамотность составляет 84,85 % (при среднем показателе по стране ок. 75 %), причём грамотны 91,05 % мужчин и 78,64 % женщин.
Муннар достаточно хорошо связан автомобильными дорогами с остальной страной. Он находится в 130 км от города Кочин, в 31 км от Адимали. Ближайший аэропорт — Кочин, расположенный в 110 км.

## Флора и фауна
Значительная часть флоры и фауны Муннара исчезла из-за сильной фрагментации среды обитания, возникшей в результате массового создания чайных плантаций. Тем не менее, относительно недалеко от городка организованы несколько заповедных зон, где животные и растения чувствуют себя в безопасности. Это, например, заповедники «Куринджимала», «Чиннар», долина Манджапатти, национальные парки «Индира Ганди», «Эравикулам», «Анамуди-Шола», «Пампадум-Шола», а также планируемый к созданию заповедник — национальный парк «Палани-Хиллз».
Среди редких животных региона можно отметить такие виды как нилгирийский тар, большехвостая гигантская белка, нильгирийский голубь, слон подвида elephas maximus indicus, дикий бык bos gaurus gaurus, капюшонный гульман, индийский замбар; произрастает кустарник вида strobilanthes kunthiana (цветёт раз в 12 лет).

## Фотогалерея
- Чайная плантация
- Водохранилище Маттупетти
- Один из нескольких водопадов Муннара
- Вид на Муннар с горы Дешадан
- Автовокзал
- Висячий мост, построен в 1920-х годах
- Музей чая
- Инженерный колледж